# Látás
A látás a vizuális információ feldolgozása, amelynek fő célja a tárgyak azonosítása, és azok közvetlenül nem észlelhető tulajdonságainak felismerése, illetve a cselekvés vezérlése.

## A vizuális feldolgozás állomásai embernél

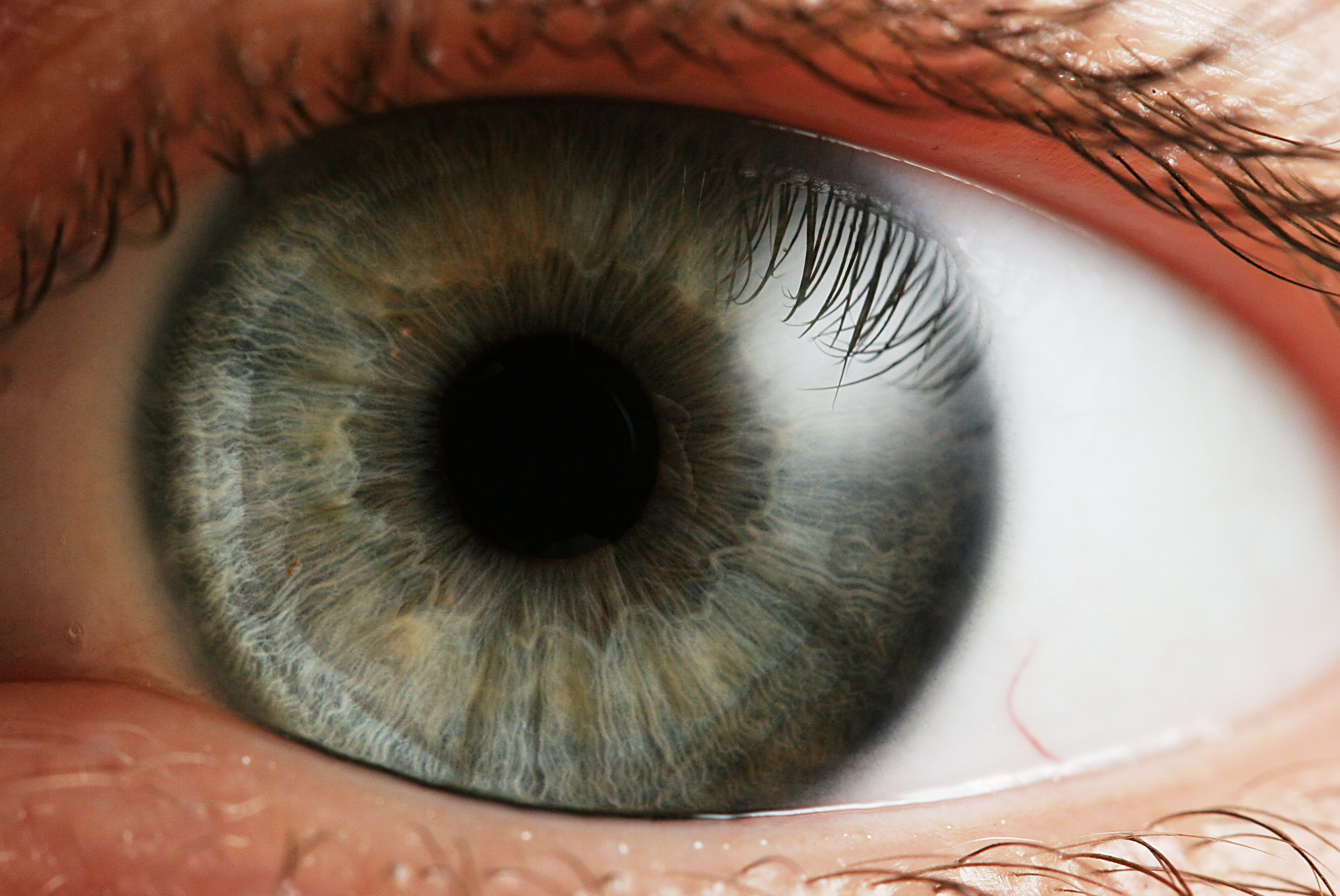
Az emberi szem egy példánya.

### Szem
A vizuális információ feldolgozása a szemben kezdődik. A szem hátsó részén található az ideghártya (retina), ahol a fény a fotoreceptor sejtek csapjaiban és pálcikáiban idegi jellé alakul, és a feldolgozás első lépései is megtörténnek. Ezek a jelek a bipoláris sejteken keresztül a retina nagy ganglionsejteihez jutnak. A ganglionsejtek nyúlványainak összeszedődéséből alakul ki a látóidegfőnél a látóideg. Ezen, majd a látóideg kereszteződésén keresztül a rostok a látókötegben folytatódnak az oldalsó térdes testig, ahol átkapcsolódnak a következő neuronokhoz (látósugárzás), amelyek az agykéreg megfelelő helyeire, a látókéreghez vezetik az ingerületeket. 

#### Színérzékelés a szemben
| Típus | Név | Érzékenységi tartomány | Érzékenységi csúcs |
| ----- | --- | ---------------------- | ------------------ |
| S     | β   | 400–500 nm             | 420–440 nm         |
| M     | γ   | 450–630 nm             | 534–545 nm         |
| L     | ρ   | 500–700 nm             | 564–580 nm         |

Az emberi szemben háromféle színérzékelő receptorsejt van, ezek a csapok. A különböző hullámhosszú fény ezeket más és más mértékben stimulálja. A sárgászöld az L és M csapokat egyformán erősen, de az S csapokat kevéssé aktiválja. A vörös fény az  L csapokat sokkal inkább, mint az M csapokat, és az S csapokat nehezen; a kék-zöld az M csapokat erősebben, mint az L csapokat, és az S csapokat egy kicsit erősebben, és a pálcikáknak is ez a fő stimulálója; az ibolyára majdnem kizárólag az S csapok válaszolnak. Az agy ezekből az információkból alkotja meg a különböző színeket a különböző hullámhosszakhoz.
Az L és M csapok pigmentjeinek génjei az X-kromoszómán öröklődnek. Ezek mutációja vezethet a színtévesztés gyakoribb típusaihoz. Az OPN1LW génnek sok változata alakult ki;  Verrelli és Tishkoff 85 változatát találta meg 236 férfiban.
Ez a gén egy sárga színre érzékeny pigmentet kódol, és egyfajta tetrakromáziához (négyszínlátáshoz) vezet a nők 10 százalékában.
A kékeszöldre érzékeny pigmentet kódoló OPN1MW gén változatai kevésbé vannak hatással a spektrális érzékenységre.

### Átkapcsolódás
Oldalsó térdes test
A szemből induló ganglionsejtek axonjai az oldalsó térdes test corpus geniculatum laterale magjába juttatják az információt. A belső medialis térdes test is átkapcsoló állomás, de hallópályák rendszeréhez tartozik.

Az elsődleges látókéreg (szürke), dorzális rendszer (zöld) és a ventrális rendszer (lila) elhelyezkedése.

### Agykéreg
Az OGM-ből az információ az agykéregbe jut, amelynek első állomása az elsődleges látókéreg. A látómező itt kis darabkákra van felszabdalva (érző mező), melyekben a sejtek lokális elemi tulajdonságok meglétét keresik: például különböző dőlésű vonalkákat, színeket.
Az elsődleges látókéregből az információ két nagy pályán továbbítódik. A ventrális pálya a tárgyak azonosítását végzi. A téri felbontása jó (éles képet „lát”), idői felbontása azonban rossz (vagyis a kép állóképek szakaszos sorozata). A másik nagy pálya a dorzális pálya, amely a tárgyak helyét azonosítja, és a tárgyakhoz kapcsolódó viselkedést irányítja. A rendszer téri felbontása rossz (a kép homályos), ám az időbeli felbontása jó (vagyis a mozgás folyamatos, és nem „darabos”).

## Utóképek
Az erős fénynek kitett fényreceptorok deszenzitiválódnak, ha ez a fény az érzékeny tartományukban éri őket. Még mindig kevésbé jeleznek a szokásosnál néhány másodperccel azután, hogy a fény kihunyt. Az ez alatt látott színekben ez a komponens kevésbé van jelen, mint egyébként; ez a jelenség vezet az utóképek kialakulásához, amikor is a szem tovább lát egy élénk színű figurát, de komplementer színben.
Az utóképeket a festők is felhasználták, megjelenítették, mint például Vincent van Gogh.

## A normálistól eltérő színlátás

### Színtévesztés, színvakság
Színérzékelési hiányosságok főként akkor fordulnak elő, ha egy személy egy vagy több szín látására képes csapsejtje hiányzik vagy kevéssé érzékeny. Ha az alany kevesebb színt lát, akkor színtévesztő, ha pedig csak a szürke árnyalatait érzékeli a fehértől a feketéig, akkor színvak. Agyi sérülések is okozhatnak színlátási zavarokat, ha a vizuális rendszer sérül.

### Tetrakromázia
Míg a legtöbb ember trikromát, azaz háromféle színészlelő receptora van, addig sok állatnak négyféle. Közéjük tartozik néhány pókfaj, a legtöbb erszényes, madár, hüllő, és a halak sok faja. Más fajok azonban csak két alapszínt látnak, vagy egyáltalán nem látnak színeket; ezeket dikromátoknak, illetve monokromátoknak hívják.
Különbséget kell tenni a retinális tetrakromázia és a funkcionális tetrakromázia között. Az előbbiben négyféle színészlelő receptor van a retinában, az utóbbiban pedig az illető egyed e négyféle receptor segítségével képes jobban megkülönböztetni a színeket.
A nők fele, de a férfiak kis százaléka retinális tetrakromát. Ez fokozottan érvényesül, ha az adott egyén kétféle változatot örökölt az egyik csapfajta (közepes vagy nagy hullámhosszra érzékeny) génjéből. Ez a gén az X-kromoszómán helyezkedik el, ami különbséget okoz a nemek arányában. Közülük egyesek jobban meg tudják különböztetni a színeket, ezért funkcionális tetrakromátok.

### Szinesztézia
A szinesztézia egyes formáiban betűk és számok látása, vagy zenei hangok hallása színérzetet is kivált. Kísérletekkel és leképező technikákkal mutatták ki, hogy ezek a színészlelések megnövekedett tevékenységgel járnak az agynak a színekkel foglalkozó részén, és hasonló agyi folyamatok hozzák létre őket, mint amik a valós színeket is létrehozzák.

## Lásd még
- Binokuláris látás
- Fényérzékelés
- Fényreceptorok
- Emberi szem
- Látóideg
- A szem járulékos szervei
- Látópálya
- Látókéreg